# Татяна Иванова
Татяна Иванова е българска студентка в Софийския университет, готвена от НАСА за астронавтка.